# Frente Resistencia Tayrona
El Frente Resistencia Tayrona fue una subestructura de las Autodefensas Unidas de Colombia (AUC). Este grupo tiene orígenes previos a la creación de las AUC, desde 1986 y se desmoviliza en 2006.

## Historia

### Antecedentes
El primer grupo paramilitar predecesor del Frente Resistencia Tayrona apareció en 1986, creado por Hernán Giraldo, conocido como Los Chamizos creado en respuesta a la expansión y ataques de las Fuerzas Armadas Revolucionarias de Colombia - Ejército del Pueblo (FARC-EP). Posteriormente pasarían a ser las Autodefensas del Mamey, y a finales de los años 1990 se denominaron como Autodefensas Campesinas del Magdalena y La Guajira (ACMG).

### Desmovilización
El Frente Resistencia Tayrona se concentró en 2005 en la vereda Quebrada del Sol en jurisdicción de Guachaca en la Sierra Nevada de Santa Marta.
Este grupo paramilitar se desmoviliza el 3 de febrero de 2006 que Hernán Giraldo comandaba a las órdenes de Rodrigo Tovar Pupo ‘Jorge 40’, bajo la Ley 975 de 2005 o Ley de Justicia y Paz. Unos 1.166 miembros de esa organización entregaron 597 armas, 350 granadas, cuatro cohetes PG7 y 73.420 municiones, según los tribunales de Justicia y Paz.
En mayo de 2008 el gobierno de Álvaro Uribe extraditó a Giraldo a Estados Unidos junto a otros 13 jefes paramilitares para que respondieran por cargos de narcotráfico.

### Grupos posteriores
Varios de los hijos de Hernán Giraldo (nacidos de violaciones a menores de edad) han conformado grupos paramilitares posteriores al frente en la Sierra Nevada de Santa Marta. Algunos de los grupos posteriores son:
La Oficina Caribe y Los Pachenca.
Las Autodefensas Conquistadoras de la Sierra Nevada (ACSN).

## Área de operaciones
Departamento del Magdalena en la Sierra Nevada de Santa Marta y Santa Marta. Tenían influencia en el Departamento de La Guajira.

## Miembros principales
*Hernán Giraldo Sierra, alias 'el patrón'
*José del Carmen Gelvez, alias ‘El Canoso’
*Norberto Poveda Quiroga, alias ‘Beto’ o 5.5.
*Nodier Giraldo Giraldo, alias ‘El Cabezón’
*Daniel Giraldo Contreras, alias ‘Grillo’ (hijo de Hernán Giraldo)
*Carmen Rincón, alias ‘La Tetona’
*Eduardo Enrique Vengoechea Mola, alias ‘El Flaco’
*José Daniel Mora López, alias ‘Guerrero’
*Afranio Manuel Reyes Martínez, alias ‘El Negro’
*Edgar Antonio Ochoa Ballesteros, alias ‘Morrocoyo'
*Ruben Giraldo.

## Crímenes y financiación
A este frente paramilitar se le acusa de por lo menos 2900 homicidios. Se adjudicó la realización de limpieza social. Este grupo realizó masacres, desplazamientos, homicidios selectivos, desaparición forzada, tortura, terrorismo, secuestro, reclutamiento de menores, violaciones a mujeres e indujo a abortos forzados. También tiene cargos por enriquecimiento ilícito, tráfico de estupefacientes. Varios políticos incurrieron en parapolítica en relación con este frente.